# Вереш, Андраш
А́ндраш Ве́реш (венг. Veres András, 30 ноября 1959 года, Венгрия) — католический прелат, епископ Сомбатхея с 20 июня 2006 года по 17 мая 2016 года. Епископ Дьёра с 17 мая 2016 года.

## Биография
После окончания средней школы в Дьёре Андраш Вереш обучался в семинариях Эгера и Будапешта. С 1983 по 1986 года обучался в Риме в коллегии «Germanicum et Hungaricum», где он получил научную степень дицензиата в области нравственного богословия. 8 марта 1986 года Андраш Вереш был рукоположён в сан диакона, 2 августа 1986 года — в священника. В 1989 году получил в Будапештской богословской академии научную степень доктора наук.
5 ноября 1999 года Римский папа Иоанн Павел II назначил Андраша Вереша вспомогательным епископом архиепархии Эгера и титулярным епископом Циссы. 6 января 2000 года в Риме состоялось рукоположение Андраша Вереша в епископа, которое совершил Римский папа Иоанн Павел II в сослужении с кардиналом Джованни Баттистой Ре и титулярным епископом Руселлы Марчелло Заго.
19 января 2011 года Святой Престол назначил Андраша Вереша апостольским администратором Печа. Эту должность он исполнял до 9 апреля 2011 года.
17 мая 2016 года назначен новым епископом Дьёра. С 2015 года возглавил Конференцию католических епископов Венгрии